# Triumph Scrambler
La Triumph Scrambler è una motocicletta di media cilindrata (865 cm³) prodotta dalla casa motociclistica inglese Triumph dal 2006 al 2016.

## Profilo e contesto

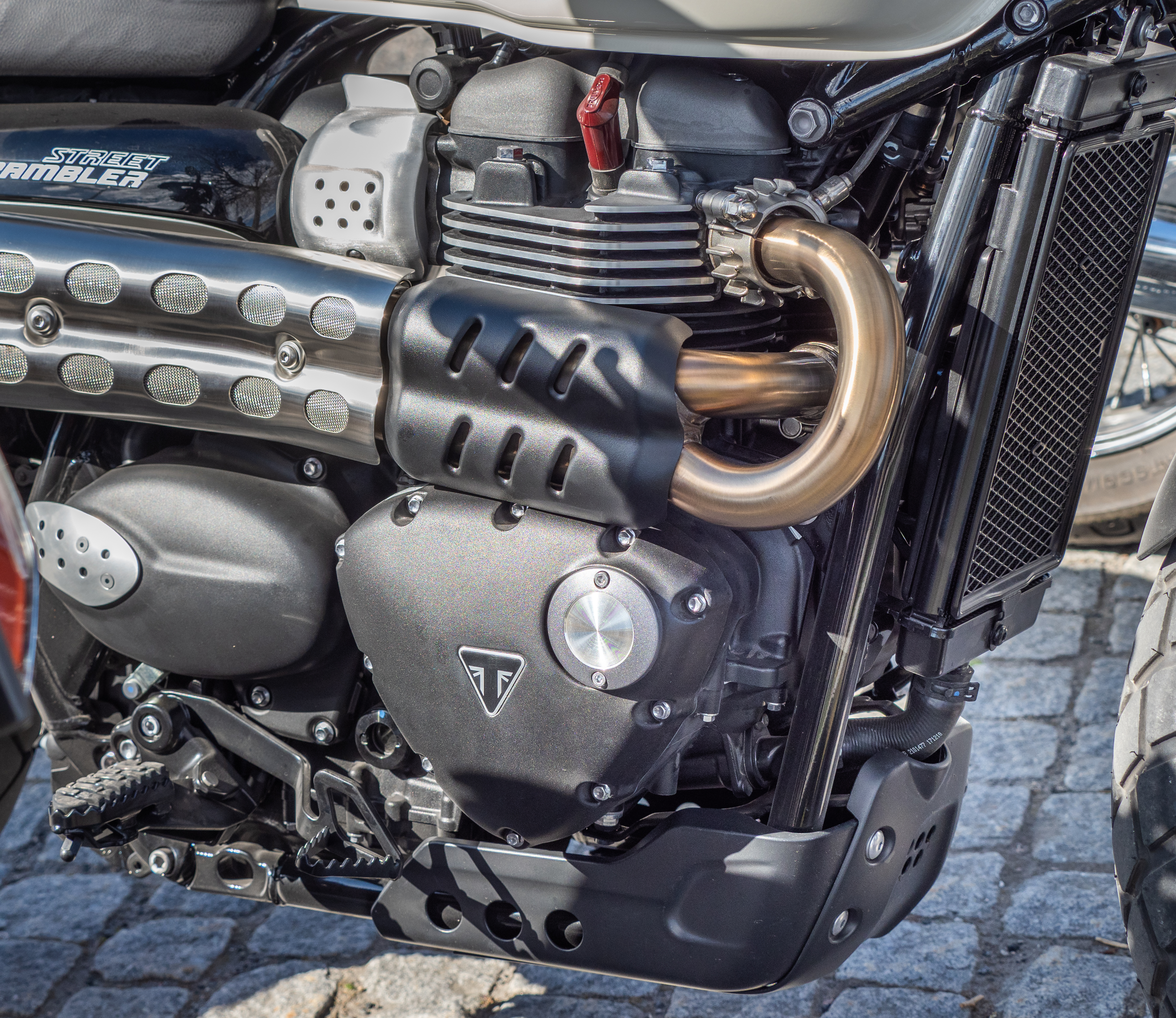
Vista del motore Triumph Scrambler

Lanciata nel 2006, è stata l'ultima Triumph progettata dallo storico ingegnere John Mockett, che aveva iniziato a lavorare con la Triumph nel 1989. Derivata dalla Bonneville ma con uno stile più fuoristradistico, riprende il design della TR6C Trophy Special, dalla quale condivide alcune caratteristiche tra cui i doppi scarichi sovrapposti rialzati.
La Scrambler presenta inoltre un manubrio alto e largo, posizione della sella rialzata, doppi ammortizzatori posteriori Kayaba cromati (con escursione maggiorata di 106 mm), forcelle anteriori Kayaba da 41 mm con escursione da 120 mm con soffietti in gomma, pneumatici Bridgestone 
tassellati all'anteriore da 19 x 2,5 pollici a 36 razze e al posteriore da 17 x 3,5 pollici a 40 razze.

## Descrizione
La moto monta un motore a due cilindri in linea 
derivato dalla Bonneville, dalla cilindrata di 865 cm³ a quattro tempi, alimentato da due carburatori e depotenziato per aumentare la coppia ai bassi regimi, che produce una potenza massima di 54 CV (40 kW) a 7000 giri/min ed eroga una coppia di 69 Nm a 5000 giri/min, che viene gestito da un cambio a 5 rapporti ad innesti frontali. 
Nel 2008 (nel 2009 negli Stati Uniti), è stata introdotta l'iniezione elettronica, rendendo necessario anche il montaggio di un serbatoio del carburante più grande e di una nuova pompa d'alimentazione.
Nel 2013 vengono modificati alcuni dettagli estetici.